# فوسون أونال
فوسون أونال (بالتركية: Füsun Önal) (ولدت في 11 مارس 1947 بإسطنبول)، مغنية تركية، وكاتبة، وممثلة، ومصورة.

## حياتها
ولدت فوسون أونال وهي الأبنة الوحيدة لعائلتها في أسطنبول. وعندما بلغت عمر الحادية عشر أخذت دروس البيانو، وبعدها بعامين بدأت بالعزف على البيانو. وقد عاشت فوسون سنوات دراستها في أنقرة، وتخرجت من جامعة تي أي دي بأنقرة. وبينما كانت تدرس فوسون في قسم اللغات في جامعة انقرة، فقد بدأت بغناء أغانى الجاز في أوركسترا الجاز لأيرول بيكجان، ومن هنا بدأت عملها الموسيقي.
وبدأت بعدها بالقيام بالحفلات في كل مكان في تركيا، وبدأت بتمثيل في المسرح. وقد قدمت هذه الحفلات في خارج البلاد من أستراليا إلى أنجلترا، ومن إيطاليا إلى كازاخستان، ومن سويسرا إلى قيرغيزستان. وكانت فوسون أونال هي واحدة من أهم مغنيات البوب الذين ظهروا في السبعينيات، والثمانييات ن وذلك عن طريق أداءها المسرحي، والصوتي. وقد كانت واحدة من أشهر الفنانات في التلفزيون والمسرح في هذه الاوقات من حيث الملابس المرحلة المسرحية، مجموعات الرقص، الاوركسترا الخاصة، مع تقديم العروض الخاصة.
وقد قامت فونسون اونال في بداية الثمانيات، بتقديم العديد من حفلات السولو وذلك على المسارح المختلفة، وذلك من خلال الأغانى التركية، والإنجليزية على مدار ساعتين، وكانت أول امرأة تقوم بغناء الحفلات السولو. وقد حصلت على الكثير من الجوائز من أهمها جائزة الفراشة الذهبية، الغطاء الذهبي، وذلك من خلال تقديمها لأغانى مثل (الغطاء)، (غيرك، أو أولسون، اه اين، الو انا فوسون) المستخدمة في اعلانات الأفلام المختلفة.
وقد قدمت فوسون برامج الأطفال، المسابقات، البرامج الموسيقية على شاشات قناة تي ار تي.وقد قامت فوسون بالتمثيل والتقديم في البرنامج المعروف بأسم (من الليل)، على مدار عامين كاملين في راديو أسطنبول تي ار تي، ولعبت دورا في مسرحيات الراديو التي عرضت في تي ار تي.
وفي عام 1993 فقد قدمت خلف شاشات التلفزيون للمرة ال 450 في المابقة المعروفة ب (لعبة الزواج) التي تنافس عليها الأزواج، ومثلت أيضا في العديد من الأفلام. وقد قدمت العديد من الأغانى الكثيرة في هذه الأفلام التي صورتها. وكانت من ضمن الأغانى التي قامت بغنائها في أفلامها السينمائية (اه اين)، (اووه أولسون)، (افتح عينيك).
وقالت فوسون اونال فيما يخص موضوع تمثيلها بأنها لعبت العديد من الأدوار الهامة التي أضافت لها الكثير، والذي ساعدها هالدون دورمان المخرج والممثل.وقد قامت فوسون أونال المسرحيات المشهورة مثل (حرية الفراشات)، (ايقاف الدنيا)، (أيفيتا)، (هاير)، (نهاية نار العشاق)، تقديم 3 سيدات. وقد لعبت العديد من أدوار البطولة في النسخ الموسيقية بتركيا. وقد عملت في العديد من المنظمات والأماكن المشهورة مثل هلدون دورمان، أنجن جيذار، تونوش يالمان، بارنارد هسال، متين سيرزلى، كنته أرمستون.
وقد كلفت فوسون أونال بكتابة قصة حياتها، وذلك عندما كانت تقرأ الكتابات الصور التي تحتوى على الرسائل الهامة والمنشورة لطارق دورسون الكاتب الصحفى المشهور في أخذ الصور للمجلات. وقد اخذت اونال أول خطواتها من اجل كتابة (تجربة حياتى)، وذلك بتشجيع من عزيز نسين، وقد قامت بعدها بتوقيع عقد مع أحد الناشرين للكتاب، وكانت من اقدم الناشرين في تركيا. واعتبارا من عام 1990 فقدكتبت 20 كتابا إلى نفس دار النشر.
وقد استمرت بتوقيع العديد من الكتب في معرض الكتاب. وقد قامت بعمل العديد من المحادثات والدروس الموسيقية وذلك من اجل العديد من الأطفال في 315 مدرسة، وقد قامت فوسون التي تابعت توقيع الكتب، بالذهاب إلى المدارس.
واعتبارا من عام 2008 فقد لعبت العديد من الأدوار في مسرحيات الأطفال في المسرح، وقامت بعدها بعمل العديد من المسرحيات في سنواتها الأخيرة مع هالدون دورمن في (عرس فيجارو)، ودورا اخر مع هالدون دورمن في (جناية يوم الاحد)، وايضا (دون كيشوت) مع هالدون دورمن.

## حياتهاالخاصة
وقد قامت الفنانة بالزواج مرتين احداهما الموسيقى أتيلا اوزذمير أوغلو، وبالمخرج تونوش بشران، وقد انجبت ابنها (لال) وقد كانت طكفلة محبوبة جدا لوالدتها. وقد حصلت العديد من الألقاب مثل (المرأة الطفل)، (المرأة بدون عمر)، واللقب الذي أعطاه لها عزيز نسين (السيدة المدنية).

## أعمالها الفنية

### الألبومات
-ألو انا فوسون (سي بي سي، 1975)
-بيراتنيم، هل تتذكرنى؟ (رونيسك، 1977)
-نبدأ يوم جديد (باليت، 1981) (مع اولجايتو احمد توغسوز)
-الساعة الثانية عشر، ساعات كثير من الصباح (بيب، 1981)
-الموسيقى عالمي (مرقص، 1985)

## الكاسيت/سي دي
-أغانى كوساداسى الذهبي، حمامة المسابقة (1987)
-كيف (على)، (شاهين اوزر، 1992)
-فوسون اونال، اين (سونى، أوديون)
-انظر لها في هذا الوقت 1 (مختلط) (أوديون)
-انظر لها في هذا الوقت 2 (مختلط) (أوديون)
-انطر لها في هذا الوقت 3 (مختلط) (أوديون)
-انطر لها في هذا الوقت 4 (مختلط (أوديون)
-اقتباس، شديم تالو (مختلط) (موسيقي أوسى)
-موسيقى: سليم أنداك 1 (مختلط) (موسيقى أوسى)
-موسيقى: سليم أنداك 2 (مختلط) (موسيقى أوسى)
-ذات مرة 1 (مختلط) (موسيقي أوسى)
-ذات مرة 2 (مختلط) (موسيقى أوسى)
-ذات مرة 3 (موسيقى أوسى)
-ريمكس (مختلط) (موسيقى أوسى)

### اللوحات الخمسة والأربعون
-روك بوب
-ليس لديك وقت لكى تقول (سايان)
-هذه هي سيفدا (كولومبيا)
-لدي فتاة شابة (كولومبيا)
-تاكا تاكا تاكا (كولومبيا)
-حمى الحب لأحتباس (ميلودى)
-كارا سيفدا (ديسكتور)
-اوه، اولسون (ديسكتور)
-افتح عينيك (ديسكتور)
-دعوا يومنا هذا (ديسكتور)
-أبطال بدون أسماء (ديسكتور)
-انفجار الكراك (سي بي سي)
-اه اين أنت (سي بي سي)
-هذا مر (سي بي سي)
-الذكرى (رونيكس)

### المسرحيات
-الحياة الفاخرة (المخرج: هالدون دورمان)
-الشعر (المخرج: انجين جزار، مصمم الرقص: بارنارد هاسل)
-مرحبا الموسيقى (المخرج: هالدون دورمان)
-الفراشات الحرة (الاخراج: هالدون دورمان)
-هناك وقف في العالم (الاخراج: متين سيرزلى، التصميم: سلجوق بوراك)
-مباراة (الاخراج: هادى شامان)
-أيفيتا (الاخراج: كينيث اورمستون)
-مقدمة عشاق النار، 3 سيدات (الاخراج: تونجر يالمان)
-زواج فياجرو (الاخراج: هاكان التنير)
-جناية يوم الاحد (الاخراج: هاكان ألتنير)
-دون كيشوت (الاخراج: هاكان ألتنير)

## أفلامها
-هامسى نورى (اوزتورك سيرنجيل، ذكى ألسيا، أيرول جونايدن)
-افتح عينيك محمد (محمد كيسكين أوغلو، شمسى انكايا)
-هل تمام، استمر؟ (جزانفير اوزجان، اورجون سونات، بيكجان كويشر)
-مسرح جزانفير أوزجان من اجل مسلسل ستار
-مسلسل من اجل تي ار تي مع ديفنى يالنيز
-(غيرك)، مسلسل من أجل سادات أيشل أكسوى.

## كتبها
- حاولت الحياة
- يحاول البعض الآخر إلى الحياة
- خرية جميع الامهات، ولكن بالنسبة لي..
- المرأة، وسبعة رجال غاضبين
- السيدة روهسار
- حسنا انا لست فتاة
- كان الحزب حقيقة
- ديجا فو سيندروم
- الحياة عبارة عن كتاب وقح
- المواطنيين المزعجين
- هل تريد أن تطير معي؟
- لون ممارسة الجنس
- السلطان متراك
- جزيكوليك
- الهيئات على ضوء القمر
- السيد جى
- عندما لا يمكن ان تتحمل الحب
- سيلكون الحياة
- صفحات من حياتي
- اسمى الحب

## روابط خارجية
- فوسون أونال على موقع IMDb (الإنجليزية)
- فوسون أونال على موقع ألو سيني (الفرنسية)
- فوسون أونال على موقع ميوزك برينز (الإنجليزية)